# Pere Flamench
Pere Flamench, també conegut amb el sobrenom Perris, va ser un organista i constructor d'orgues d'origen flamenc. Assentat a Barcelona, trobem gran part de la seua producció a Catalunya, d'entre els quals destaquen la construcció de l'orgue de la Basílica de Santa Maria del Pi a Barcelona (1538-1541), de la Catedral de Tortosa (1536) i la construcció d'un orgue per la cripta de Santa Eulàlia de la Catedral de Barcelona.
La seua figura, juntament amb la d'altres constructors d'orgues com Fermín Granollers, Pere Bordons o Salvador Estrada van ser crucials per la tradició organística catalana i valenciana de la segona meitat del segle XVI.